# Sesommata platysaris
Sesommata platysaris är en fjärilsart som beskrevs av Edward Meyrick 1931. Sesommata platysaris ingår i släktet Sesommata och familjen Palaephatidae. Inga underarter finns listade i Catalogue of Life.